# Эмбалу Саму, Брайма
Брайма Эмбалу Саму (порт. Braima Embaló Sambú; род. 20 марта 2001, Португалия) — португальский футболист, полузащитник клуба «Порту B».

## Клубная карьера
Саму — воспитанник клуба «Белененсеш». В 2020 году игрок подписал контракт с «Белененсеш САД». В 2021 году матче против «Браги» он дебютировал в Сангриш лиге. По итогам сезона клуб вылетел в Сегунда лигу, но игрок остался в команде. 16 сентября 2022 года в матче против «Тонделы» Брайма забил свой первый гол за «Белененсеш САД». Летом 2023 года Саму подписал контракт с дублирующим составом «Порту». 